# Vjacseszlav Vlagyimirovics Pozdnyakov
Vjacseszlav Vlagyimirovics Pozdnyakov (oroszul: Вячеслав Владимирович Поздняков) (Jaroszlavl, 1978. június 17. vagy 1978. augusztus 17. –) Európa-bajnok, olimpiai bronzérmes orosz tőrvívó.